# Трошна
Трошна (рос. Трошна) — присілок в Козельському районі Калузької області Російської Федерації.
Населення становить 16 осіб. Входить до складу муніципального утворення Село Чернишено.

## Історія
Від 2004 року входить до складу муніципального утворення Село Чернишено.

## Населення
| 2002 | 2010 |
| ---- | ---- |
| 22   | ↘16  |